# Morven (Geòrgia)
Morven és una població dels Estats Units a l'estat de Geòrgia. Segons el cens del 2000 tenia 634 habitants.

## Demografia
Segons el cens del 2000, Morven tenia 11.634 habitants, 225 habitatges, i 152 famílies. La densitat de població era de 141,5 habitants/km².
Dels 225 habitatges en un 35,6% hi vivien nens de menys de 18 anys, en un 44% hi vivien parelles casades, en un 18,7% dones solteres, i en un 32,4% no eren unitats familiars. En el 28,9% dels habitatges hi vivien persones soles el 14,2% de les quals corresponia a persones de 65 anys o més que vivien soles. El nombre mitjà de persones vivint en cada habitatge era de 2,76 i el nombre mitjà de persones que vivien en cada família era de 3,39.
Per edats la població es repartia de la següent manera: un 30,8% tenia menys de 18 anys, un 9,9% entre 18 i 24, un 27,1% entre 25 i 44, un 18,8% de 45 a 60 i un 13,4% 65 anys o més.
L'edat mediana era de 33 anys. Per cada 100 dones de 18 o més anys hi havia 87,6 homes.
La renda mediana per habitatge era de 23.438 $ i la renda mediana per família de 25.167 $. Els homes tenien una renda mediana de 21.667 $ mentre que les dones 20.750 $. La renda per capita de la població era d'11.126 $. Entorn del 20,6% de les famílies i el 24,6% de la població estaven per davall del llindar de pobresa.

## Poblacions més properes
El següent diagrama mostra les poblacions més properes.